# International Catamarans

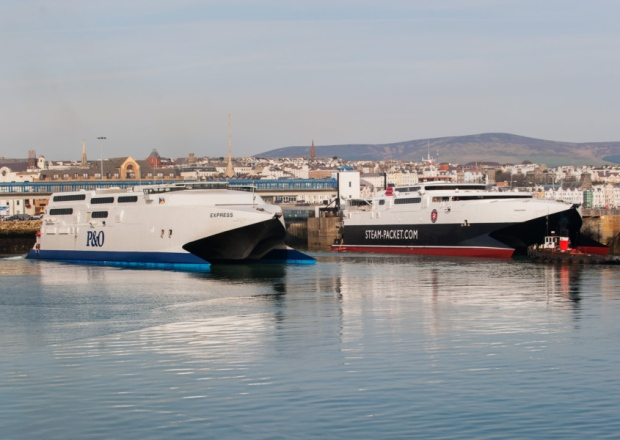
HSC Express tillsammans med systerfartyget HSC Mannaman i hamnen i Douglas på Isle of Man

International Catamarans (Incat) är ett 1977 grundat skeppsvarv i Hobart på Tasmanien i Australien, som är känt för att utveckla och bygga snabbgående, våggenombrytande katamaranfärjor i aluminium med vattenjet för framdrivningen.
Varvet har byggt katamaranförjor på upp till 112 meters längd på 10.800 bruttoton och med en marschfart på upp till 58 knop. 

## Historik

Incats varv i Hobart (till höger)

Företaget började på 1970-taket som Sullivans Cove Ferry Company i Hobart med att bygga små färjor. Företaget International Catamarans grundades 1977 genom ett samarbete mellan båtbyggaren Bob Clifford och fartygskonstruktören Philip Hercus (född 1942) och utvecklade konstruktioner för världens troligen första stora våggenombrytanden katamaraner. Samarbetet upprätthölls till 1988. 
År 1989 flyttade företaget till nuvarande varvsområde vid Prince of Wales Bay, vilket möjliggjorde tillverkning av större fartyg. År 1990 levererade Incat sin första 74 meters katamaranfärja. 
Incat är idag det ena av Australiens två verksamma varv för stora katamaranfärjor, vid sidan av Austal i Perth.

## Byggda fartyg i urval
- HSC Max Mols
- HSC Stena Lynx III
- HSC FjordCat
- HSC Express
- HSC Express 1
- HSC Express 2
- HSC Express 3

## Bildgalleri

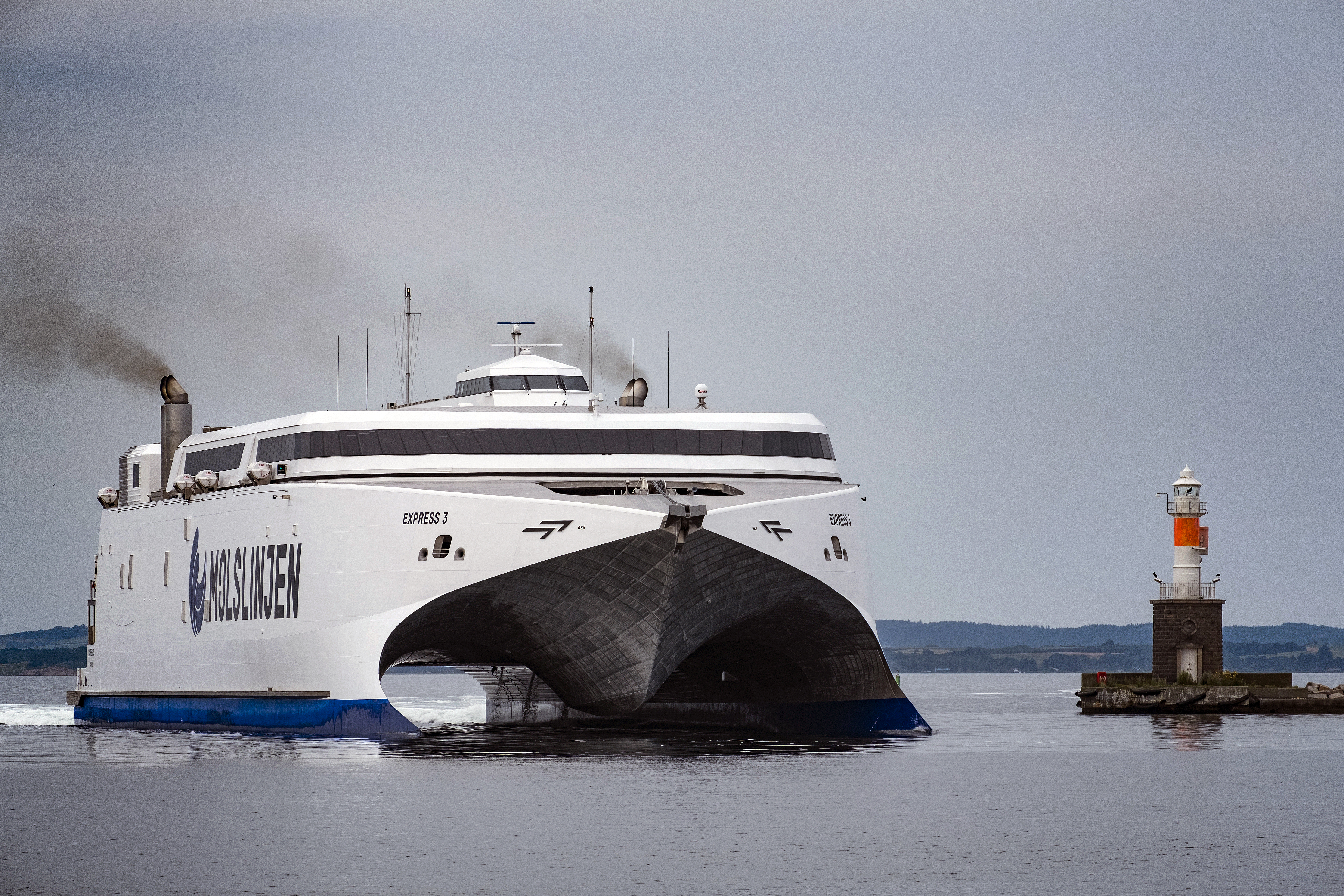
HSC Express 3 i Århus
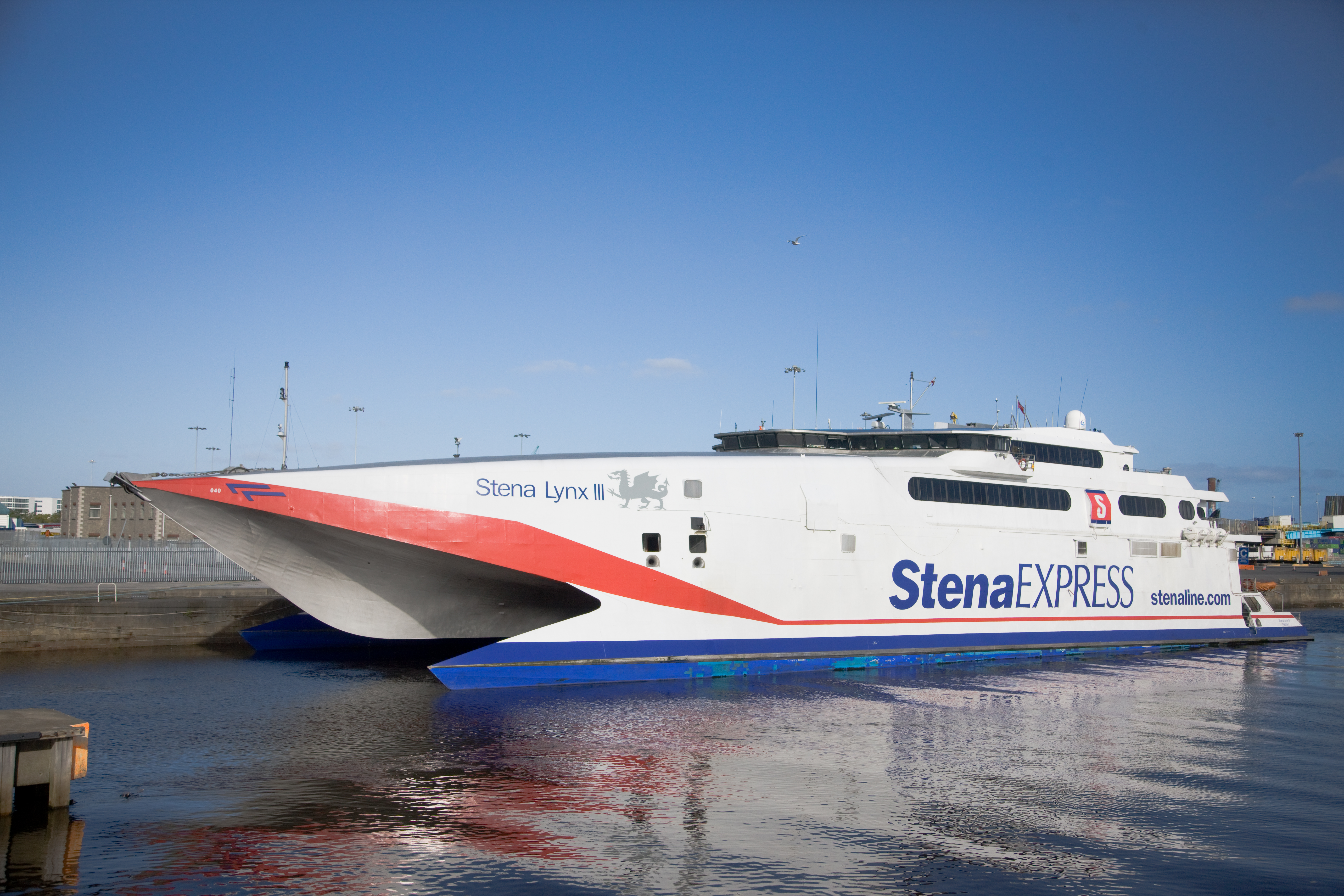
HSC Stena Lynx III
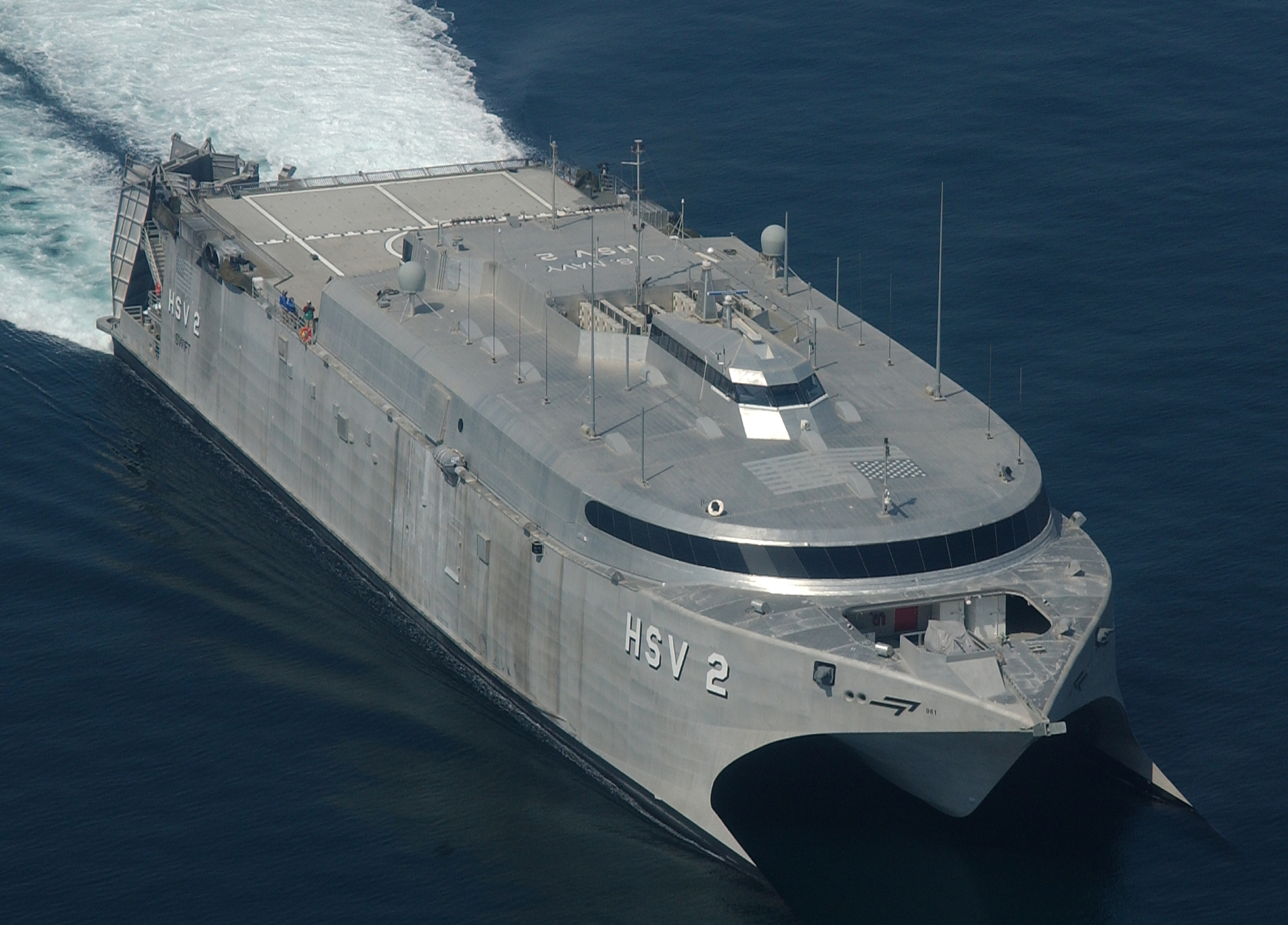
HSV-2 Swift under förhyrning av amerikanska flottan 2003–2013
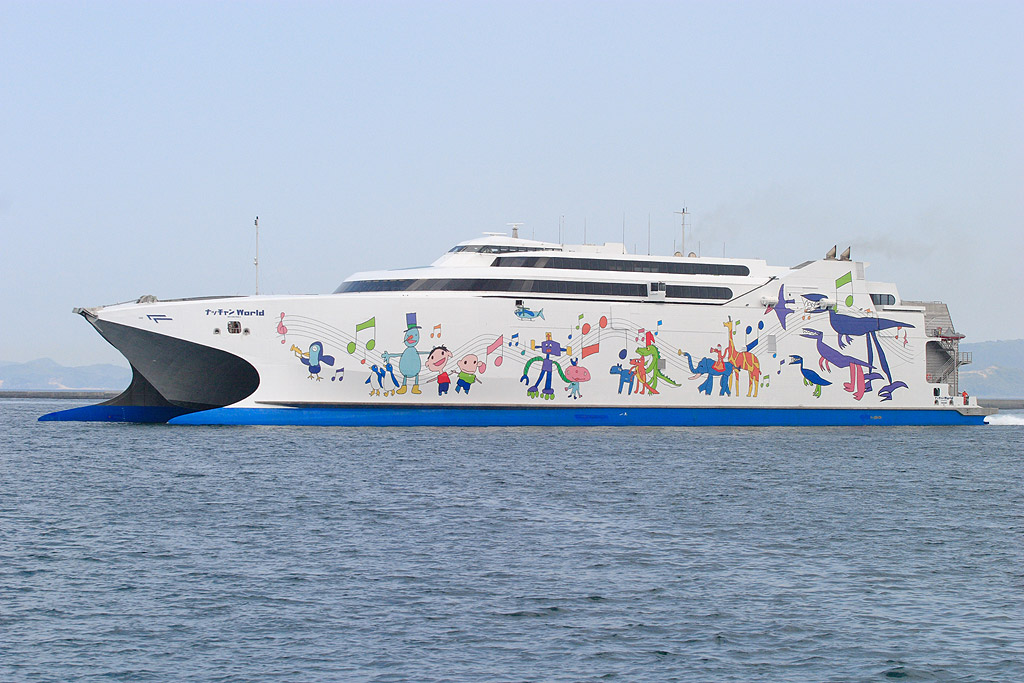
HSC Natchan World, Japan
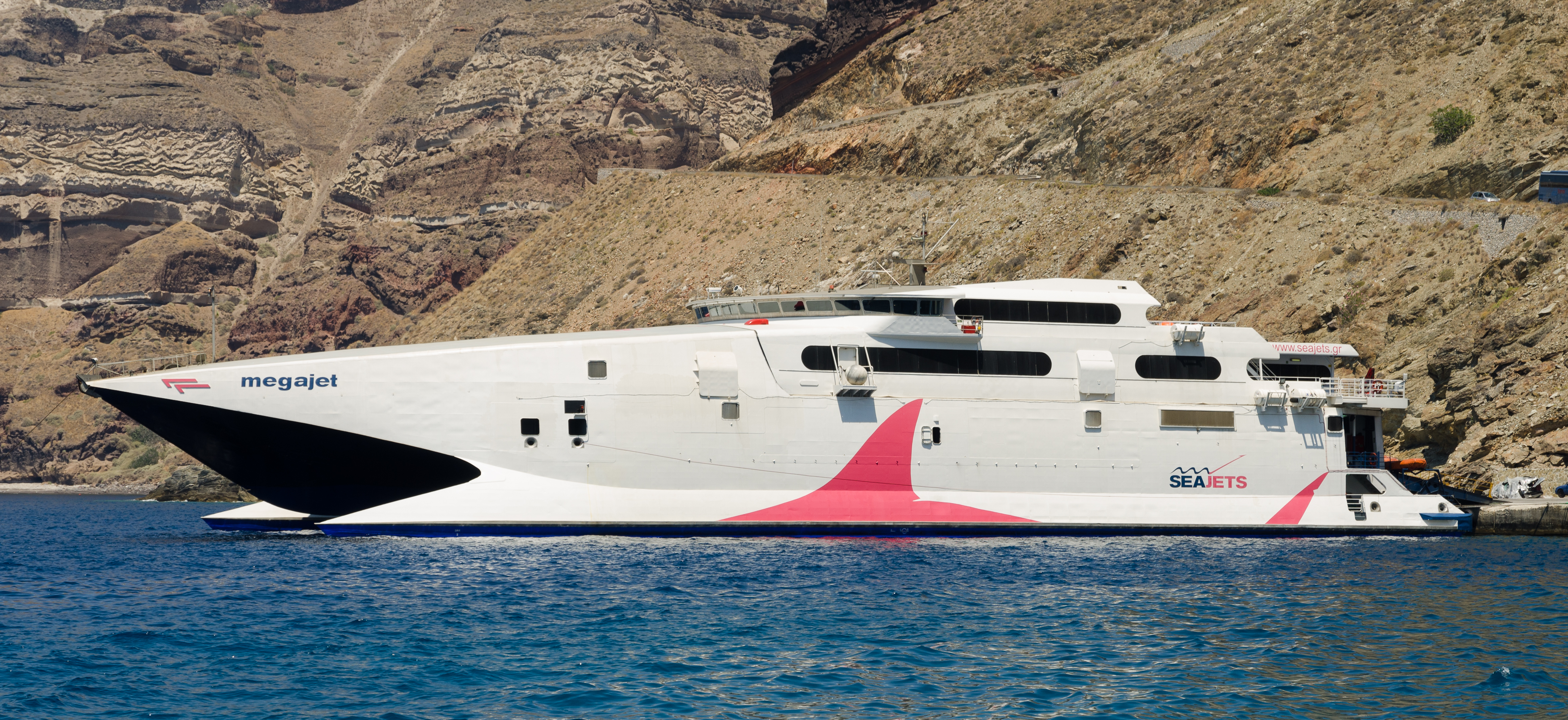
HSC Megajet i hamnen Athinios på Santorini i Grekland